# Yngve Nordwall

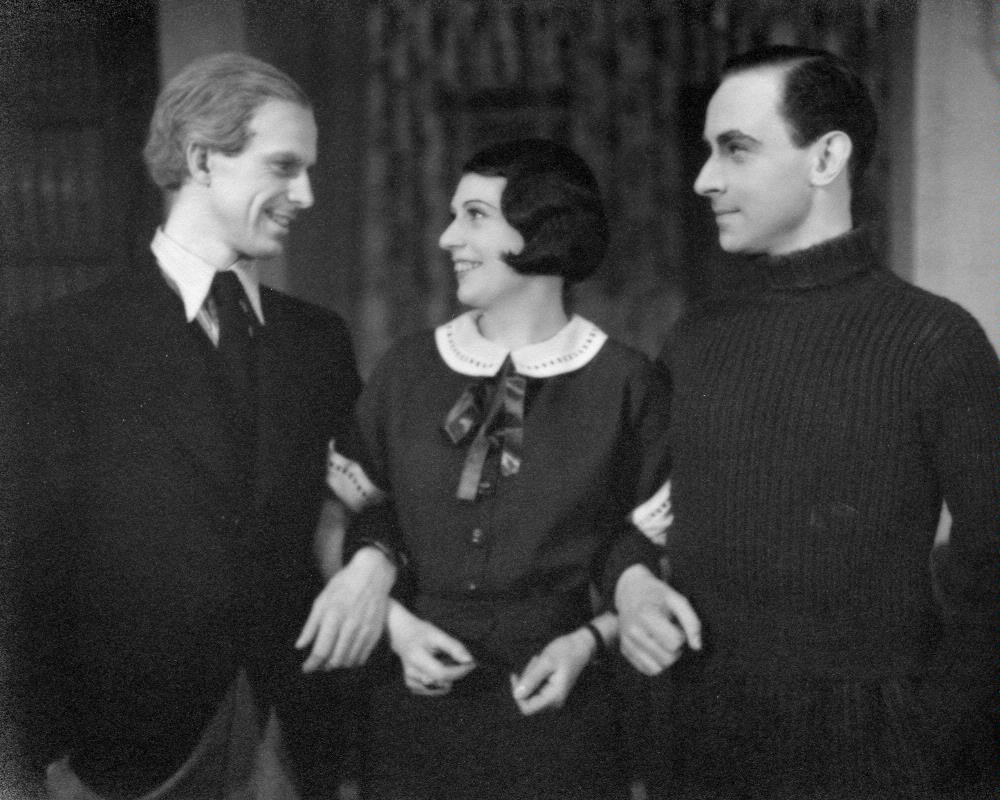
Yngve Nordwall, Nina Scenna y Ivar Wahlgren en la obra Hycklare 1934)

Yngve Nordwall (13 de abril de 1908-23 de enero de 1994) fue un actor y director de nacionalidad sueca.

## Biografía
Su nombre completo era Axel Yngve Nordwall, y nació en Upsala, Suecia. Nordwall debutó en el cine en 1939 con la película de Per-Axel Branner Rosor varje kväll, participando en más de una veintena de producciones cinematográficas y televisivas. 
Entre 1934 y 1963 estuvo casado con la artista Elvine Osterman, y fue padre adoptivo de la actriz Gurie Nordwall y padre biológico del escenógrafo Akke Nordwall, nacido en 1939, y de Axel Fredrik Nordwall, nacido en 1970.
Yngve Nordwall falleció en 1994 en Rönnäng, Suecia.

## Filmografía (selección)

### Actor
- 1940 : Västkustens hjältar
- 1941 : Snapphanar
- 1944 : Räkna de lyckliga stunderna blott
- 1946 : Midvinterblot
- 1947 : Brott i sol
- 1948 : Loffe på luffen
- 1948 : Ciudad portuaria
- 1950 : Esto no puede ocurrir aquí
- 1955 : Sommarnattens leende
- 1956 : Sista natten
- 1957 : Smultronstället
- 1957 : Prästen i Uddarbo
- 1960 : På en bänk i en park
- 1986 : Sammansvärjningen (TV)

### Director
- 1961 : Medbrottslingarna (TV)
- 1968 : Den gyllene porten (TV)
- 1973 : Pelikanen (TV)

## Teatro

### Actor
- 1935 : Livet på landet, de Fritz Reuter, Fredriksdalsteatern[1]
- 1946 : Calígula, de Albert Camus, dirección de Ingmar Bergman, Teatro Municipal de Gotemburgo[2]
- 1947 : Dagen slutar tidigt, de Ingmar Bergman, dirección de Ingmar Bergman, Teatro Municipal de Gotemburgo[3]
- 1947 : El sueño, de August Strindberg, dirección de Olof Molander, Teatro Municipal de Gotemburgo
- 1948 : Dans på bryggan, de Björn-Erik Höijer, dirección de Ingmar Bergman, Teatro Municipal de Gotemburgo[4]
- 1948 : Macbeth, de William Shakespeare, dirección de Ingmar Bergman, Teatro Municipal de Gotemburgo[5]
- 1948 : Tjuvarnas bal, de Jean Anouilh, dirección de Ingmar Bergman, Teatro Municipal de Gotemburgo[6]
- 1950 : Guds ord på landet, de Ramón del Valle-Inclán, dirección de Ingmar Bergman, Teatro Municipal de Gotemburgo[7]
- 1950 : Kärlek, de Kaj Munk, dirección de Torsten Hammarén, Teatro Municipal de Gotemburgo
- 1952 : Ett huvud kortare, de Marcel Aymé, dirección de Helge Wahlgren, Teatro Municipal de Gotemburgo
- 1953 : Den jäktade, de Ludvig Holberg, dirección de Josef Halfen, Teatro Municipal de Gotemburgo
- 1954 : El pato silvestre, de Henrik Ibsen, dirección de Lars-Levi Laestadius, Malmö stadsteater
- 1955 : Tehuset Augustimånen, de John Patrick, dirección de Ingmar Bergman, Malmö stadsteater[8]
- 1955 : Donadieu, de Fritz Hochländer, dirección de Lars-Levi Læstadius, Malmö stadsteater
- 1955 : El inspector general, de Nikolái Gógol, dirección de Lars-Levi Læstadius, Malmö stadsteater
- 1956 : Bruden utan hemgift, de Alexander Ostrovsky, Malmö stadsteater
- 1956 : Erik XIV, de August Strindberg, dirección de Ingmar Bergman, Malmö stadsteater[9]
- 1957 : Peer Gynt, de Henrik Ibsen, dirección de Ingmar Bergman, Malmö stadsteater[10]

### Director
- 1941 : Batavernas sammansvärjning, de Axel Gauffin, Folkan
- 1954 : Dårskapens timme, de Anna Bonacci, Malmö stadsteater
- 1956 : Ornifle ou Le Courant d'air, de Jean Anouilh, adaptación de Erik Lindegren, Malmö stadsteater
- 1956 : Le Dindon, de Georges Feydeau, adaptación de Raoul af Hällström, Malmö stadsteater
- 1956 : No time for Sergeants, de Ira Levin, adaptación de Herbert Wärnlöf, Malmö stadsteater
- 1956 : Snaran, de Werner Aspenström, Malmö stadsteater
- 1957 : To Dorothy, a Son, de Roger MacDougall, adaptación de Eva Tisell, Malmö stadsteater
- 1957 : Underbara människor, de William Saroyan, Malmö stadsteater
- 1958 : Les oiseaux de lune, de Marcel Aymé, adaptación de Märta Marianne Rappe, Malmö stadsteater
- 1958 : Rödbetan, de Marcel Achard, Malmö stadsteater
- 1958 : The Cave Dwellers, de William Saroyan, adaptación de Tom Olsson, Malmö stadsteater
- 1958 : Änkan, de Bertil Schütt, Malmö stadsteater
- 1959 : Fransysk visit, de Marcel Achard, Malmö stadsteater
- 1959 : Doft av honung, de Shelagh Delaney, Malmö stadsteater
- 1959 : The Party, de Jane Arden, Riksteatern[11]
- 1959 : Isak Juntti hade många söner, de Björn-Erik Höijer, Malmö stadsteater
- 1960 : Trappan, de Boris Vian, Malmö stadsteater
- 1960 : Läckan, de Bertil Schütt, Malmö stadsteater
- 1960 : Midsommardröm i fattighuset, de Pär Lagerkvist, Malmö stadsteater
- 1961 : John Gabriel Borkman, de Henrik Ibsen, Malmö stadsteater
- 1961 : Drömresan, de Elmer Rice, Malmö stadsteater
- 1961 : Världsomseglaren, de Georges Schehadé, Malmö stadsteater
- 1961 : Det kommer främmande, de Björn-Erik Höijer, Malmö stadsteater
- 1962 : Farmor och vår Herre, de Hjalmar Bergman, Malmö stadsteater[12]
- 1963 : La noche de la iguana, de Tennessee Williams, Teatro Municipal de Gotemburgo
- 1963 : Tuttenutten, de Marcel Achard, Teatro Municipal de Gotemburgo
- 1963 : ¿Quién teme a Virginia Woolf?, de Edward Albee, Teatro Municipal de Gotemburgo
- 1963 : Bara på låtsas, de James Saunders, Teatro Municipal de Gotemburgo
- 1964 : Farmor och vår herre, de Hjalmar Bergman, Teatro Municipal de Gotemburgo
- 1974 : Next Time I'll Sing To You, de James Saunders, Statens scenskola i Göteborg
- 1975 : Ja choču videt' Miusova, de Valentín Katáyev, Riksteatern[13]